# Les Cahiers de l'Équipe
 (février 2023).
Si vous disposez d'ouvrages ou d'articles de référence ou si vous connaissez des sites web de qualité traitant du thème abordé ici, merci de compléter l'article en donnant les références utiles à sa vérifiabilité et en les liant à la section « Notes et références ».
Les Cahiers de l'Équipe sont un ensemble de trimestriels et hors-séries du journal français L'Équipe parus entre 1953 et 2007 (100 parutions dont 58 numérotées). À partir de 1980 ils portent le nom de Guides de l’Équipe.
De 1953 à 1959 (à l'exception de 2 guides sortis en 1955 et portant respectivement sur le cyclisme, Routiers 55, et le rugby, Triomphe du XV de France au Tournoi des 5 nations), ils ne sont consacrés qu'au football à travers la présentation des effectifs des 3 premières divisions nationales et en collaboration avec la presse locale.
Une série numérotée de 1 à 58 est parue de mars 1959 (cyclisme 59) à 1976 (rugby 76) d'abord avec une indication mensuelle et saisonnière (de mars 1959 à janvier 1965) puis sans précision. À noter qu'il y a eu 2 numéros 40, pas de numéro 42, 2 numéros 43 et pas de numéro 44.
Il n'y a pas eu de parution en 1987. La série s'arrête en 1989 et reprend de 2005 à 2007 avec pour ces trois années un sommaire uniquement consacré au football.
Les guides consacrés au football vont de 1953 à 2007, il n'y a pas de parution en 1987 et de 1990 à 2004. Un numéro est consacré aux 50 ans de la Coupe de France en 1967 et trois à la Coupe du monde, un livre d'or en 1974 et deux pour les avant-coupes du monde en 1978 et 1982.
Les numéros consacrés au rugby couvrent la période 1955-1983 (2 parutions en 1958 et 1959 non confirmées). 12 numéros sont consacrés à l’athlétisme entre 1959 et 1975, dont les numéros 14 et 53 sur les Championnats d'Europe de 1962 et 1974, le numéro 40 est édité à l'occasion de la rencontre France-USA en 1970 et deux autres pour les Jeux olympiques en 1968 et 1972. Deux guides sont également consacrés aux jeux olympiques de 1960 et 1976.
Les guides du cyclisme sont édités en 1955 et de 1959 à 1963 puis de 1980 à 1982 sans oublier 2 numéros spéciaux sortis respectivement en 1953 et 1978 pour les 50 ans et les 75 ans du Tour de France. Le tennis n'a droit qu'à deux parutions, en 1981 et 1982 tout comme l'automobile en 1963 et 1965. Un seul numéro consacré au ski en 1965, même chose pour le basket-ball en mars 1962.  